# Schloss Creglingen

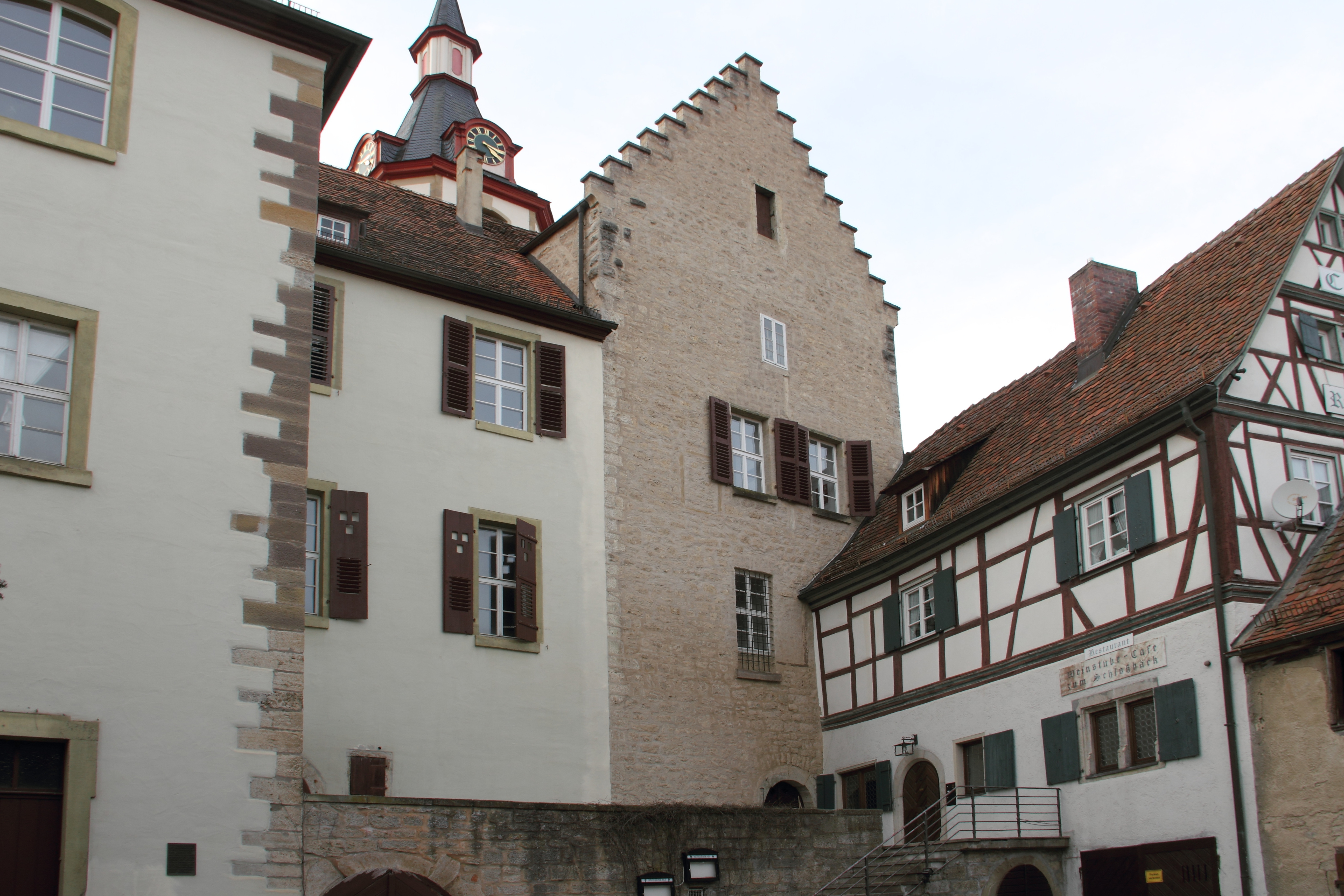
Schloss Creglingen

Das Schloss Creglingen, auch Wasserschloss Creglingen genannt, ist ein ehemaliges Wasserschloss in Creglingen in Baden-Württemberg.

## Geschichte
Um 1100	wurde das ursprüngliche Gebäude für die Herren von Creglingen errichtet. Weitere Teile wurden wohl im 14. Jahrhundert errichtet.
Im Jahre 1544 wurde das Schloss Creglingen errichtet. Es handelt sich um einen spätmittelalterlichen Massivbau. Das Schloss diente als Kameralamt. Um 1600 kam es zur Durchführung von Aus- und Umbauten. Die tauferzeitliche Anlage mit Wohnturm diente unter den Markgrafen als Oberamtssitz. 1734 wurde das Gebäude stark erneuert.
Im 19. Jahrhundert wurden wohl ehemalige Besitztümer des Creglinger Schlosses verkauft. Darauf lassen Archivmaterialien der jüdischen Gemeinde Creglingen und eine Mitteilung der damaligen Schlossverwaltung an die jüdische Gemeinde Creglingen schließen, als diese die Creglinger Gemeinde ohne Erfolg um „drei Kronleuchter zu einem Gnadenpreis“ für die Renovierung der Creglinger Synagoge bat. Am 22. August 1870 folgte die Antwort durch die Schlossverwaltung, dass „sich schon länger keine derartigen entbehrlichen oder abgängigen Kronleuchter“ mehr finden würden.
Heute sind nur noch Reste des Wohnturms des Schlosses erhalten.

## Anlage
Das Schloss Creglingen stammt mit seinem Baustil aus der Renaissance. Die Grundmauern lassen jedoch auf einen bereits in früherer Zeit errichteten Kern schließen.

## Heutige Nutzung
Das Creglinger Schloss beherbergt heute das Evangelische Pfarramt.